# Daisecu Teitaró Suzuki
Daisetsu Teitaro Suzuki, japonsky 鈴木 大拙 貞太郎 (18. říjen 1870 – 12. červenec 1966) byl japonský filozof a esejista. Jeho knihy navazovaly na tradici buddhismu, zen-buddhismu i šintoismu či o těchto směrech podávaly přehled; měly mimořádný vliv na šíření východní filozofie, zejména mahájánsko-buddhistické, v západním světě, především v USA. Zvláštní roli v tom sehrála kniha An Introduction to Zen Buddhism z roku 1934 s předmluvou Carla Gustava Junga a jeho působení na Kolumbijské univerzitě v letech 1952–1957. Jeho žena, Beatrice Erskine Lane, byla teozofkou a založila k šíření východních učení na západě Eastern Buddhist Society; on sám se posléze rovněž zapojil do teozofického hnutí. Byl rovněž překladatelem z čínštiny a sanskrtu.
Po dlouhou dobu, od počátku 20. století do konce 2. světové války, bylo jeho dílo takřka jediným pramenem pro poznání Zenu.